# Phyllagathis erecta
Phyllagathis erecta là một loài thực vật có hoa trong họ Mua. Loài này được (S.Y. Hu) C.Y. Wu ex C. Chen miêu tả khoa học đầu tiên năm 1984.